# Xena Wimmenhoeve
Xena Wimmenhoeve (Zwolle, 14 mei 2000) is een Nederlands rolstoelbasketbalster.

## Carrière
Wimmenhoeve begon op 16-jarige leeftijd met rolstoelbasketballen. Ze is geselecteerd op een paralympische talentendag waardoor ze haar eerste rolstoelbasketbaltraining meedeed met het Nederlandse team. In hetzelfde jaar kwam Wimmenhoeve uit op het Europees kampioenschap in Tenerife waar de rolstoelbasketbalsters goud wonnen. Een jaar later werd Wimmenhoeve met haar team wereldkampioen in Hamburg.
Het Nederlandse rolstoelbasketbalteam heeft zich geplaatst voor de Paralympische Spelen in Tokio 2020 door bij de laatste vier te eindigen van Europa.

## Palmares
Europees kampioenschap 2017 in Adeje
 Wereldkampioenschap 2018 in Hamburg
 Europees kampioenschap 2019 in Rotterdam
 Paralympische Zomerspelen 2020 in Tokio
 Wereldkampioenschap 2022 in Dubai
 Europees kampioenschap 2023 in Rotterdam
 Paralympische Zomerspelen 2024 in Parijs